# Mikhaïl Liber
Mikhaïl Isaakovitch Liber (en russe : Михаи́л Исаа́кович Ли́бер), de son nom de naissance Goldman, parfois connu sous le nom Mark Liber, né le 5 juin 1880 et mort le 4 octobre 1937, est un dirigeant de l'Union générale des travailleurs juifs (Bund). Il a également été actif au sein du Parti ouvrier social-démocrate de Russie (POSDR) et parmi les mencheviks. Il s'implique dans les soviets pendant la Révolution de février, mais s'oppose à la Révolution d'octobre. Il est probablement été abattu au cours des purges de 1937. Il a eu un rôle déterminant dans le développement du Bund et dans l'élaboration des programmes des leaders de la Révolution de février.

## Biographie
(novembre 2018).
Mikhaïl Isaakovitch Goldman est né à Vilnius, en Lituanie, alors dans l'Empire russe, dans une famille juive laïque. Son père était poète et commerçant. Comme ses frères aînés, Boris et Lev (connus sous les noms de Gorev et Akim), Mikhaïl s'implique dans la vie politique étudiante radicale et est attiré par le marxisme. Il s'intéresse à la situation des travailleurs juifs dans l'Empire russe et fait partie des créateurs de l'Union générale des travailleurs juifs de Lituanie, de Pologne et de Russie (Algemeyner Yidisher Arbeter Bund dans Lite, Poyln de l'onu Rusland, אַלגעמײַנער ײדישער אַרבעטער בונד אין ליטע פוילין און רוסלאַנד) en 1897. Il prend alors le pseudonyme de M. Liber, sous lequel il est rapidement connu au sein du Bund. Il est élu à son comité central en 1904.
Le Bund s'oppose, d'une part, aux groupes socialistes juifs non marxistes, influencés par le populisme russe et, de l'autre, au mouvement sioniste juif naissant. Il rejette le séparatisme national juif et exclut tout projet sioniste d'établissement d'un État Juif en Palestine. Il soutient que la lutte pour l'émancipation juive dans l'empire russe doit être liée à la lutte du prolétariat russe, et pour cette raison, cherche à avoir des relations étroites avec la social-démocratie russe.
Néanmoins, le Bund insiste sur l'autonomie culturelle des Juifs de l'empire russe et, par conséquent, sur l'autonomie organisationnelle du mouvement. Dans les débats internes, les jeunes bundistes comme Liber mettent plus que les anciens (comme Arkadi Kremer, fondateur du Bund) l'accent sur l'identité culturelle juive, et sur la nécessité d'une propagande en yiddish visant spécifiquement les travailleurs juifs. Dans leur relation avec le POSDR, ils plaident pour une organisation souple et de forme fédérale, plutôt qu'unitaire et centralisée.
Liber a été l'un des représentants du Bund au Deuxième congrès du POSDR (en) en 1903, et y intervint à de nombreuses reprises, troisième par la fréquence de ses interventions, après Lénine et Trotsky. Il soutient la demande du Bund d'être reconnu comme une organisation autonome au sein du POSDR et comme seul représentant légitime du prolétariat juif dans l'Empire russe. Cette position est catégoriquement rejetée par Lénine et Julius Martov, qui s'affirment alors comme les leaders des fractions des bolcheviks et des mencheviks. Martov avait été lui-même membre du Bund dans les années 1890, et l'un des anciens collaborateurs de Liber, mais au deuxième congrès, il soutient Lénine en exigeant l'intégration du prolétariat juif dans un parti social-démocrate pan-russe.
Cette opposition se durcit, et le Bund se rapproche des Mencheviks, d'autant plus que ceux-ci en viennent à soutenir une organisation fédérale du parti. En 1906, Liber représente le Bund au 4e congrès du POSDR (en) à Stockholm lors du Bund rejoint la partie. Au 5e congrès (en) de Londres en 1907, il est élu au comité Central du POSDR. Pendant la Révolution de 1905, Liber participe comme représentant du Bund dans les soviets, même s'il est d'abord sceptique, comme d'autres dirigeants sociaux-démocrates, à l'égard de cette forme d'organisation spontanée des travailleurs. Quand en 1907, l'échec de la révolution est patent, et que l'autocratie a rétabli son pouvoir, Liber est l'un de ceux qui plaident pour que le POSDR adopte des modes d'action plus prudents et légalistes. Qualifiés de « liquidateurs », parce qu'ils veulent liquider l'organisation clandestine illégale du parti, ce groupe est farouchement combattu par Lénine ainsi que par des mencheviks comme Martov et alors Trotsky. Cependant, ils ont leurs pendants parmi des socialistes-révolutionnaires, dont Avram Gots, duquel Liber se rapprochera en 1917. Mikhaïl Liber se marie dans cette période.

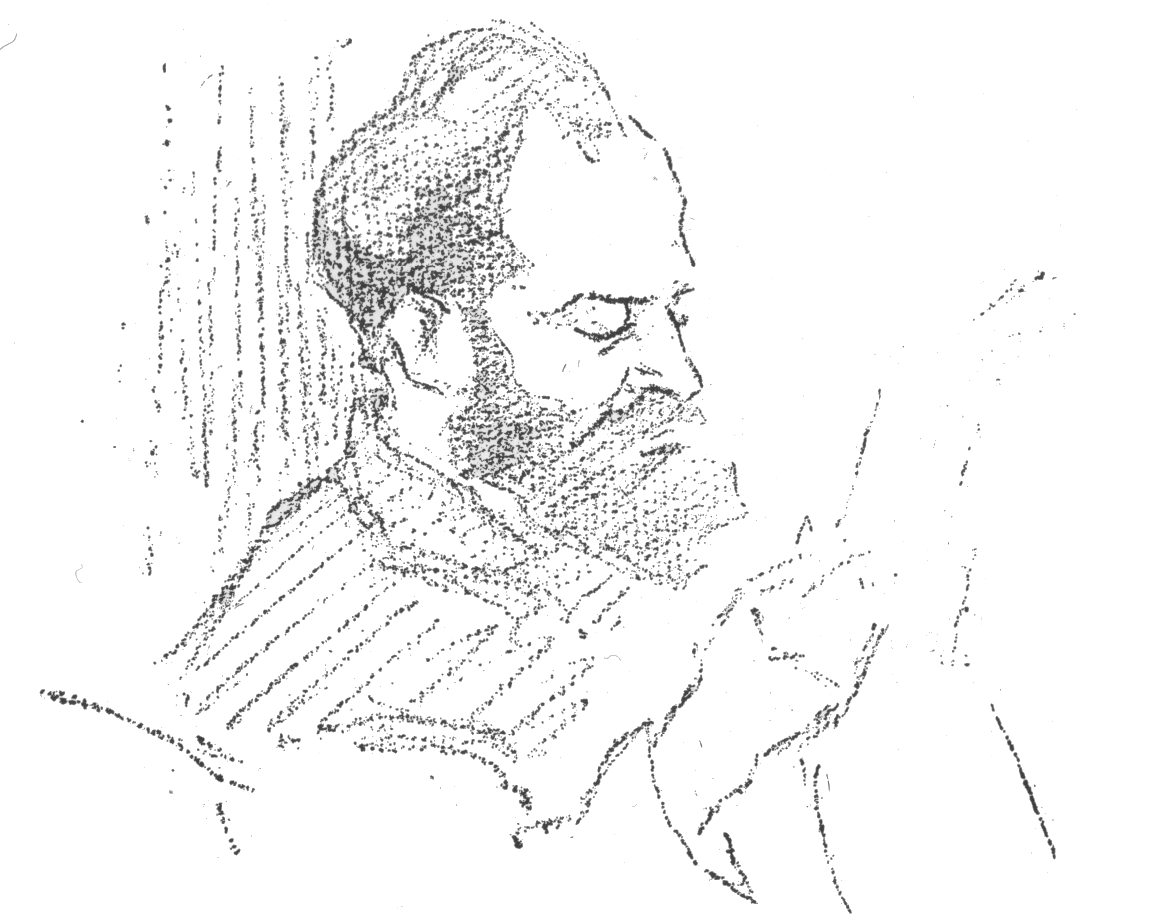
Mikhaïl Liber en août 1917

En 1914, il est d'abord opposé à la guerre, et prend une position internationaliste modérée. Après la Révolution de février 1917, il appelle à la guerre « pour la défense de la révolution ». En tant que représentant du Bund et les mencheviks, il joue un rôle majeur dans les soviets. Il collabore étroitement avec les mencheviks et les socialistes-révolutionnaires partisans d'une guerre défensive, comme Fedor Dan, Irakli Tsereteli, Avram Gots, Vladimir Zenzinov (en) et Nikolaï Avksentiev, si bien que son nom a été souvent lié dans la propagande bolchevique avec ceux de Dan et Gots, dans un jeu de mots sur Dann lieber Gott!  (alors, mon Dieu !). Liber est un soutien du gouvernement provisoire d'Alexandre Kerensky, même s'il refuse une offre de rejoindre le cabinet, préférant se concentrer sur son travail dans le soviet de Petrograd, au comité exécutif duquel il représente le Bund, et au présidium du comité exécutif central du soviet pan-russe. Il y combat non seulement les bolcheviks, mais aussi aux mencheviks internationalistes comme Martov.
Liber s'oppose à la Révolution d'octobre de 1917 et s'oppose à une négociation avec les Bolcheviks pour former un gouvernement de coalition socialiste. Cette proposition, soutenue par une grande partie des mencheviks, des socialistes-révolutionnaires et même par certains bolcheviks comme Lev Kamenev, gêne Lénine, mais n'aboutit pas. Liber, pour des raisons opposées, considère comme Lénine qu'un gouvernement d'union entre les bolcheviks et les socialistes modérés qu'ils viennent de renverser est impossible politiquement. Ce point de vue lui fait perdre sa position de leader chez les mencheviks et dans le Bund, mais le rapproche de socialistes révolutionnaires comme Gots et Avksentiev.
Malgré sa farouche opposition aux bolcheviks, Liber n'est pas victime de la répression, peut-être parce que son beau-frère est Félix Dzerzhinki, premier chef de la Tchéka. Il passe les années de la Guerre civile en Ukraine et est de retour à Moscou en 1920. Il reprend son activité au sein du parti menchevik, qui a renoncé à l'espoir d'une coopération avec les bolcheviks. En 1922, il proteste contre les condamnations à mort prononcées à l'encontre d'Avram Gots et ses coaccusés lors du procès des socialistes révolutionnaires de droite. Peu de temps après, il est lui-même arrêté et condamné à l'exil intérieur. C'est la première de plusieurs arrestations, qui s'étalent pendant 15 ans. La dernière intervient en mars 1937, au pic des purges staliniennes. Il est condamné à mort et fusillé le 4 octobre 1937. Les sources soviétiques donnent une autre version, et prétendent qu'il se retire alors de la politique et meurt en 1940 de causes naturelles.